# Lotus 94T
La Lotus 94T fu una vettura di Formula 1 con la quale il team inglese affrontò la seconda parte del campionato mondiale di Formula 1 1983, sostituendo i modelli 93T e il 92. Fu la prima Lotus non disegnata da Colin Chapman. I progettisti furono Gérard Ducarouge e Martin Ogilvie, era spinta dal motore turbo della Renault, montava il cambio Lotus/Hewland ed era gommata Pirelli.

## Aspetti tecnici
Ducarouge riuscì a disegnare e creare questa vettura in sole cinque settimane di lavoro. Operò sulla base del modello 91 con cui la Lotus aveva affrontato il 1982, su cui venne posto il motore turbo V6 della Renault.

## Stagione 1983
La vettura venne impiegata dal Gran Premio di Gran Bretagna, nona gara della stagione. Nigel Mansell vi andò subito a punti, quarto. Ottenne poi due quinti (uno con De Angelis e uno con Mansell), ma il miglior gran premio fu quello d'Europa con il britannico che giunse terzo e conquistò il gpv (primo della carriera e primo per la Lotus dal Gran Premio degli Stati Uniti-Est 1978), e Elio De Angelis che vi conquistò la pole, anche per lui la prima della carriera, interrompendo così un digiuno per la casa inglese che durava dal Gran Premio del Canada 1978 (pole di Jean-Pierre Jarier).
| Anno | Team                   | Motore                 | Gomme | Piloti          |  |  |  |  |  |  |  |  |     |     |     |     |   |     |     | Punti | Pos. |
| ---- | ---------------------- | ---------------------- | ----- | --------------- |  |  |  |  |  |  |  |  | --- | --- | --- | --- | - | --- | --- | ----- | ---- |
| 1983 | John Player Team Lotus | Renault-Gordini EF1 V6 | P     | Nigel Mansell   |  |  |  |  |  |  |  |  | 4   |     | 5   | Rit | 8 | 3   | NC  | 11    | 8º   |
| 1983 | John Player Team Lotus | Renault-Gordini EF1 V6 | P     | Elio De Angelis |  |  |  |  |  |  |  |  | Rit | Rit | Rit | Rit | 5 | Rit | Rit | 11    | 8º   |